# 接文镇
接文镇，是中华人民共和国辽宁省鞍山市海城市下辖的一个乡镇级行政单位。

## 行政区划
接文镇下辖以下地区：
接文寨社区、孙家坎社区、老牛寨社区、宋家堡村、夺獐峪村、黑峪村、三家堡村、花红峪村、对子峪村、大桃沟村、梨楼堡村、王家堡村、东大岭村、山咀村和石头寨村。

## 特产
九龙川香菇：中国地理标志产品。